# Gare de Trois-Ponts
La gare de Trois-Ponts est une gare ferroviaire belge de la ligne 42 de Rivage à Gouvy-frontière, située sur le territoire de la commune de Trois-Ponts en Région wallonne dans le Sud de la province de Liège.
Elle est mise en service en 1867 par la Compagnie des chemins de fer de l'Est, l'exploitant des lignes de la Société royale grand-ducale des chemins de fer Guillaume-Luxembourg. C'est une halte ferroviaire de la Société nationale des chemins de fer belges (SNCB) desservie par des trains InterCity (IC) et d’heure de pointe (P).

## Situation ferroviaire
Établie à 269 mètres d'altitude, la gare de Trois-Ponts est située au point kilométrique (PK) 34,80 de la ligne 42, Rivage - Gouvy-frontière, entre les gares ouvertes de Coo et de Vielsalm. C'était une gare de bifurcation, aboutissement de la ligne 45, de Waimes à Trois-Ponts (ligne 45 désaffectée en 2006 et intégrée au Ravel en 2010).

## Histoire
Au début des années 1860, le hameau situé au lieu dit les trois ponts ne compte que douze maisons dont une auberge et une halte de la malle-poste. L'impossibilité de disposer de suffisamment d'eau pour les locomotives à Stavelot motive l'installation aux trois-ponts d'un arrêt malgré le peu de population qu'il dessert alors. Le chemin de fer aura une importance capitale pour le développement du village, devenu une commune à part entière.
La station de Trois-Ponts est mise en service, le 20 février 1867, par la Compagnie des chemins de fer de l'Est, l'exploitant des lignes de la Société royale grand-ducale des chemins de fer Guillaume-Luxembourg (GL), lors de l'ouverture à l'exploitation de la ligne de Spa à la frontière via Stavelot et Gouvy, actuelles sections des lignes 44, 45 et 42.
Les installations d'origine sont fort modestes et l'accès à la station, implantée à flanc de colline, n'est possible qu'aux voyageurs et aux petites marchandises. En 1870, une pétition est émise auprès de la Chambre et du Ministère des transports pour que les carrières d'ardoises et de pavés, mines de fer et de manganèse et exploitants forestiers puissent écouler leur production en gare de Trois-Ponts au lieu de devoir rejoindre par la route Grand-Halleux ou Stavelot. Le besoin en chaux des agriculteurs justifierait également l'établissement d'installations en bonne et due forme à la station des Trois-Ponts. Une autre pétition en ce sens circule encore en 1875 alors que les études pour l'agrandissement de la gare étaient déjà faites avant 1870. Une voie de garage sera finalement établie en 1876.
En 1872 elle est, comme la ligne, nationalisée par l'État Belge qui a racheté les infrastructures à la Compagnie GL qui doit alors faire face à un changement d'exploitant après l'annexion par l'Allemagne de l'Alsace-Lorraine.
Le 1er juillet 1890, les Chemins de fer de l'État belge parachèvent la mise en service de la nouvelle section Trois-Ponts - Stoumont - Rivage connectée à la ligne de Liège à Marloie, faisant de Trois-Ponts une gare de bifurcation et créant une liaison moins abrupte entre Liège et Gouvy. Les installations de la gare de Trois-Ponts, devenue une gare de bifurcation, sont fortement agrandies avec un total de dix voies, le pont sur l'Amblève remplacé par un nouveau plus haut de quatre mètre et de nombreuses maisons démolies ; elles seront reconstruites de l'autre côté de la rivière Salm dont le lit lui-même est déplacé. 
Pour cette occasion, le premier bâtiment de la gare est remplacé en 1888 par un édifice à la façade en pierres identique à ceux jalonnant cette nouvelle ligne, notamment en gare Rivage et Aywaille.
La gare dispose également d'une remise à locomotives comprenant un atelier de réparation ainsi qu'une plaque tournante et un parc à charbon. Des voies de garage sont également prévues pour les rames de voyageurs ayant Trois-Ponts comme terminus. Le dépôt et la quantité de trains s'arrêtant à Trois-Ponts entretiennent de nombreux employés du chemin de fer et d'ouvriers lesquels résident à Trois-Ponts.
Alors que la gare voit passer 127 trains par jour, une nouvelle campagne d'agrandissements ont lieu en 1912 pour disposer de quatre voies à quai et de trois voies de garage supplémentaires en prévision de l'ouverture de la ligne vers Malmédy ainsi que d'un doublement de la longueur des voies de la cour à marchandises. Le quai central doit également disposer de trois tunnels sous voies tandis qu'une marquise de 200 m de long et 30 de large doit recouvrir les quais. Ces souterrains et la marquise n'ont jamais été réalisés. 
En 1916, durant l'occupation, plusieurs gares de la ligne furent renommées ; Trois-Ponts devint ainsi "Dreibrücken". L'armée avait réussi à faire sauter le tunnel à la sortie de la gare durant l'invasion de 1914 ; durant la reconstruction de ce tunnel, les trains poursuivant en direction de Gouvy durent emprunter une déviation sur des voies temporaires longeant la route nationale et traversant la Salm avec un pont en bois.
Après l'Armistice de 1918, la Belgique récupère les cantons de l'Est, la ligne des Fagnes ainsi que la ligne ferroviaire Stavelot - Malmédy ouverte en 1914. Un changement de dénomination fait que Trois-Ponts est désormais située à la croisée des lignes 42 (Rivage - Trois-Ponts - Gouvy) et 45 (Trois-Ponts - Stavelot - Malmédy - Waimes).
Le 10 mai 1940 c'est le pont ferroviaire sur l'Amblève ainsi que le pont routier en contrebas qui sont dynamités par l'armée belge. Le nouveau pont similaire à l'ancien est achevé en 1941.
Une nouvelle cabine de signalisation est érigée en 1938. Vers 1950, les cheminots et leurs familles représentent 90% de la population de Trois-Ponts.
Le 30 mai 1959, la SNCB supprime les trains de voyageurs de la ligne 45, remplacés par des bus à destination de Malmédy et Spa. C'est également l'année où ferme l'atelier de réparation de Trois-Ponts, suivi par la remise et le service de réparation des wagons en 1963 ; leurs activités sont reportés en gare de Gouvy. La remise de Trois-Ponts est démolie en 1967.
En 2000, la ligne 42 est électrifiée tandis que la ligne 45 ferme définitivement en juin 2006 après la suppression des dernières dessertes marchandises. Un RAVeL de Trois-Ponts (bifurcation) à Waimes est inauguré en 2010.

## Service des voyageurs

### Accueil
Halte SNCB, c'est un point d'arrêt non géré (PANG) à accès libre.

### Desserte
Trois-Ponts est desservie par des trains InterCity (IC) et d'heure de pointe (P) de la SNCB.  
En semaine, on retrouve :
- des trains IC-33 entre Liège-Guillemins et Luxembourg (toutes les heures) ;
- deux trains P Gouvy - Liège-Guillemins (le matin) ;
- un unique train P de Liège-Guillemins à Gouvy (l’après-midi).

Les week-ends et jours fériés, la desserte se résume à des IC-31 Liers - Liège - Luxembourg, qui circulent toutes les deux heures.

### Intermodalité
Un parc pour les vélos et un parking pour les véhicules y sont aménagés. Des bus desservent la gare.

## Comptage voyageurs
Ce graphique et tableau montre le nombre de voyageurs embarquant en moyenne durant la semaine, le samedi et le dimanche.
| Nombre de passagers qui embarquent à la gare de Trois-Ponts | Nombre de passagers qui embarquent à la gare de Trois-Ponts | Nombre de passagers qui embarquent à la gare de Trois-Ponts | Nombre de passagers qui embarquent à la gare de Trois-Ponts |
|                                                             | Semaine                                                     | Samedi                                                      | Dimanche                                                    |
| ----------------------------------------------------------- | ----------------------------------------------------------- | ----------------------------------------------------------- | ----------------------------------------------------------- |
| 1977                                                        | 283                                                         | 114                                                         | 188                                                         |
| 1978                                                        | 280                                                         | 130                                                         | 162                                                         |
| 1979                                                        | 262                                                         | 140                                                         | 221                                                         |
| 1980                                                        | 297                                                         | 122                                                         | 190                                                         |
| 1981                                                        | 240                                                         | 138                                                         | 215                                                         |
| 1982                                                        | 252                                                         | 94                                                          | 121                                                         |
| 1983                                                        | 205                                                         | 128                                                         | 174                                                         |
| 1984                                                        | 200                                                         | 78                                                          | 164                                                         |
| 1985                                                        | 209                                                         | 109                                                         | 200                                                         |
| 1986                                                        | 138                                                         | 123                                                         | 210                                                         |
| 1987                                                        | 156                                                         | 107                                                         | 271                                                         |
| 1988                                                        | 153                                                         | 87                                                          | 197                                                         |
| 1989                                                        | 154                                                         | 152                                                         | 258                                                         |
| 1990                                                        | 155                                                         | 123                                                         | 192                                                         |
| 1991                                                        | 202                                                         | 97                                                          | 223                                                         |
| 1992                                                        | 196                                                         | 147                                                         | 215                                                         |
| 1993                                                        | 199                                                         | 110                                                         | 217                                                         |
| 1994                                                        | 216                                                         | 108                                                         | 203                                                         |
| 1995                                                        | 192                                                         | 124                                                         | 194                                                         |
| 1996                                                        | 165                                                         | 186                                                         | -                                                           |
| 1997                                                        | 181                                                         | 77                                                          | -                                                           |
| 1998                                                        | 156                                                         | 113                                                         | 147                                                         |
| 1999                                                        | 270                                                         | 280                                                         | 260                                                         |
| 2000                                                        | 124                                                         | 76                                                          | 144                                                         |
| 2001                                                        | 95                                                          | 70                                                          | 105                                                         |
| 2002                                                        | 112                                                         | 90                                                          | 152                                                         |
| 2003                                                        | 154                                                         | 68                                                          | 164                                                         |
| 2004                                                        | 130                                                         | 91                                                          | 126                                                         |
| 2005                                                        | 132                                                         | 98                                                          | 132                                                         |
| 2006                                                        | 152                                                         | 83                                                          | 157                                                         |
| 2007                                                        | 143                                                         | 100                                                         | 170                                                         |
| 2008                                                        | -                                                           | -                                                           | -                                                           |
| 2009                                                        | 150                                                         | 81                                                          | 159                                                         |
| 2010                                                        | -                                                           | -                                                           | -                                                           |
| 2011                                                        | -                                                           | -                                                           | -                                                           |
| 2012                                                        | 165                                                         | 82                                                          | 275                                                         |
| 2013                                                        | 184                                                         | 108                                                         | 205                                                         |
| 2014                                                        | 190                                                         | 92                                                          | 152                                                         |
| 2015                                                        | 165                                                         | 89                                                          | 119                                                         |
| 2016                                                        | 190                                                         | 73                                                          | 210                                                         |
| 2017                                                        | 161                                                         | 106                                                         | 155                                                         |
| 2018                                                        | 177                                                         | 72                                                          | 165                                                         |
| 2019                                                        | 154                                                         | 113                                                         | 213                                                         |
| 2020                                                        | 146                                                         | 79                                                          | 124                                                         |
| 2021                                                        | -                                                           | -                                                           | -                                                           |
| 2022                                                        | 238                                                         | 154                                                         | 219                                                         |
| 2023                                                        | 246                                                         | 258                                                         | 198                                                         |
| 2024                                                        | 283                                                         | 221                                                         | 541                                                         |

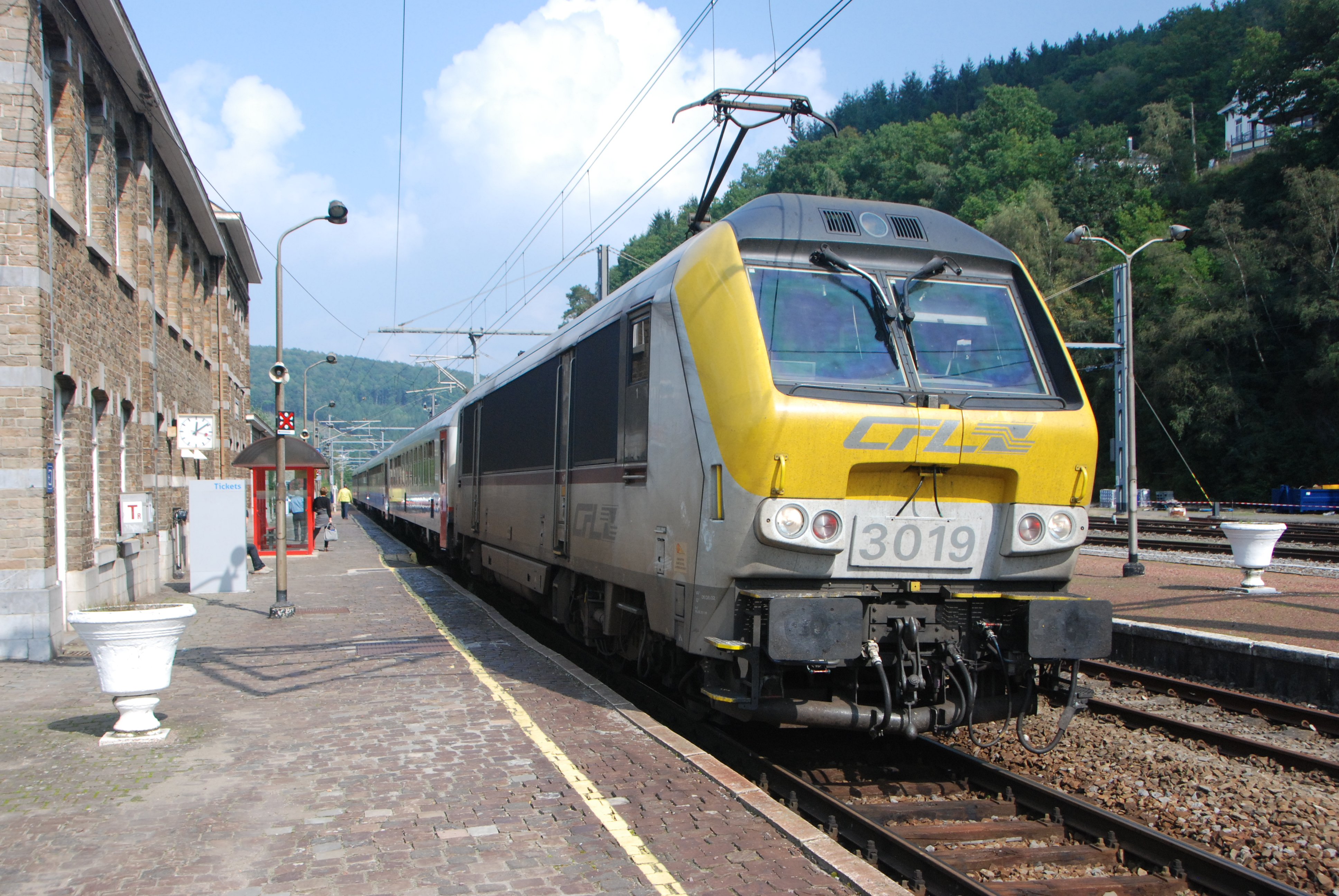
Train à quai (2014).
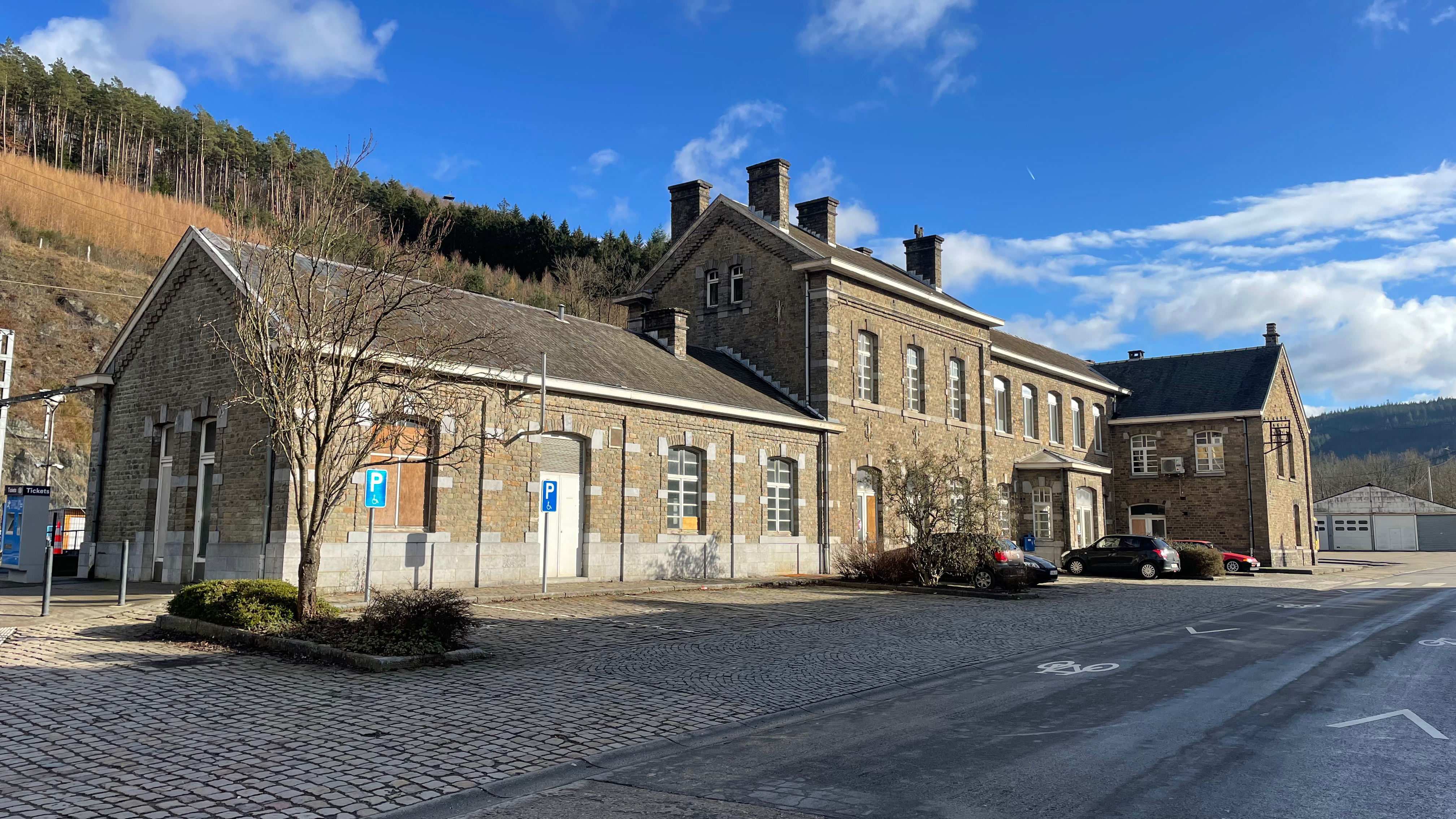
Bâtiment de la gare.
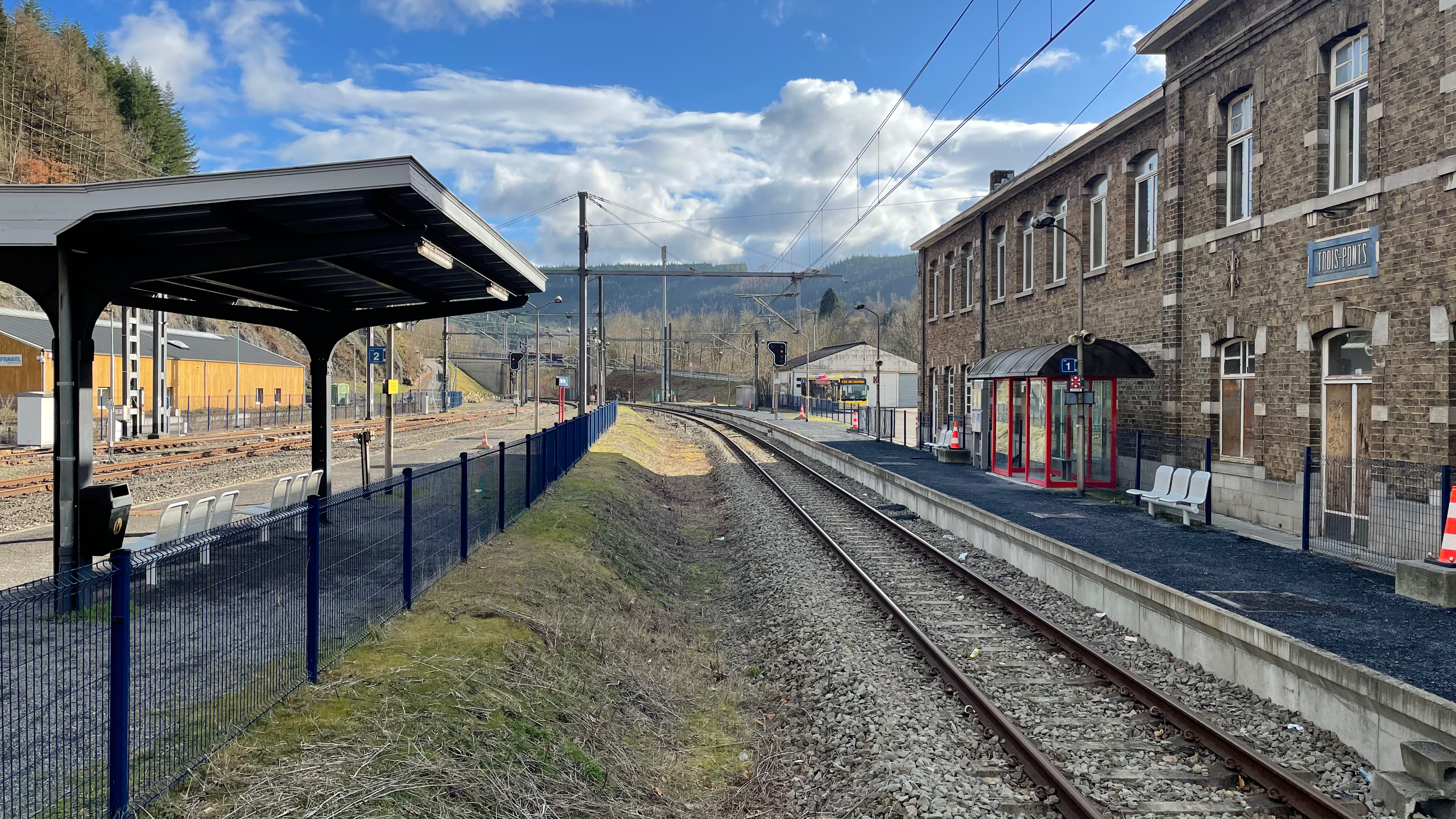
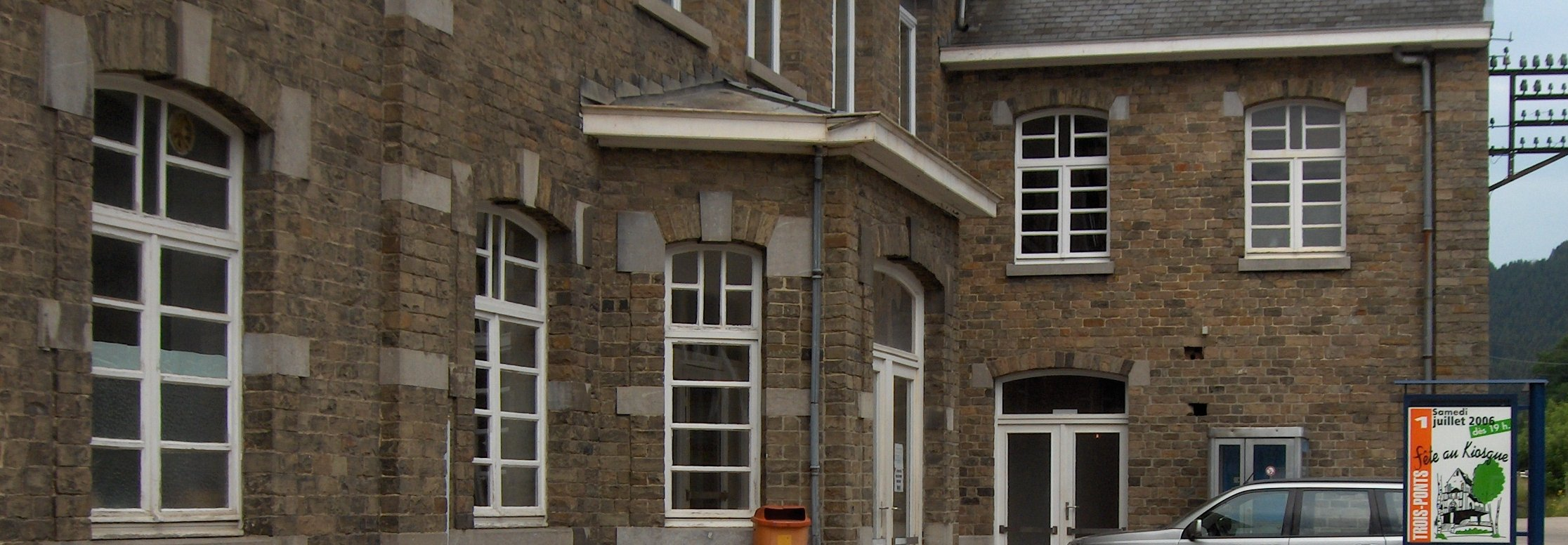
Ancien porche d'entrée.
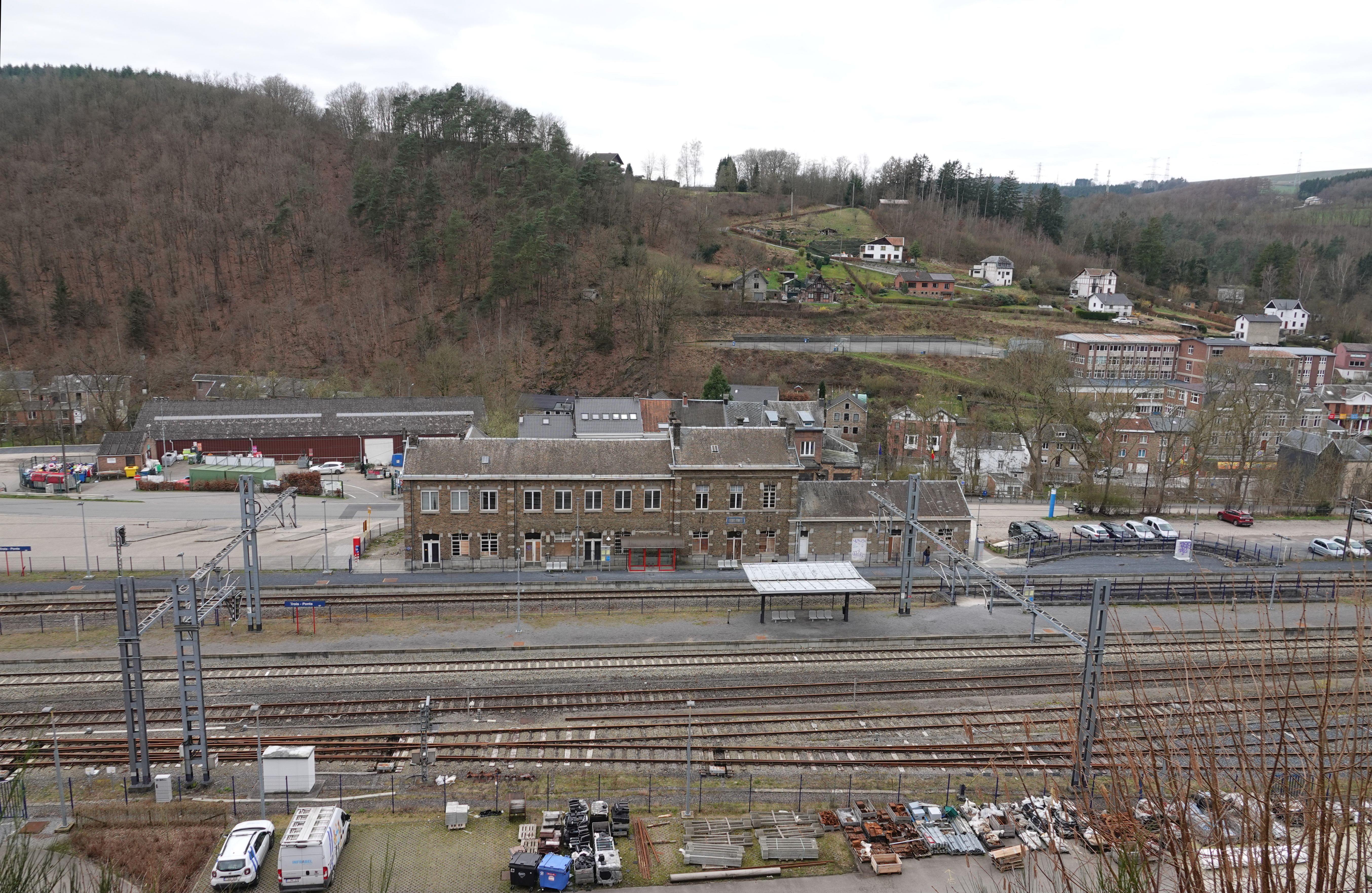
Vue depuis la colline (2024).

## Patrimoine ferroviaire
L’aspect et l’emplacement du premier bâtiment des recettes érigé par le Guillaume-Luxembourg et les Chemins de fer de l'Est sont mal connus ; le même flou règne au sujet de la gare de Bovigny laquelle faisait l'objet de la même pétition en 1870. Ce bâtiment qualifié d'insalubre est démoli en septembre 1889.
Dans son état d'origine, le bâtiment de la gare érigé en 1888 était identique à ceux des gares de Rivage, Aywaille et Stoumont dont l'aile des voyageurs comportait cinq travées positionnées sur la droite du corps de logis. Il a par la suite fait l'objet d'agrandissements triplant son volume.
Correspondant à un type de bâtiments uniquement érigé sur la ligne de l'Amblève, il suit les directives de 1881 avec un corps de logis à étage, dont le rez-de-chaussée accueille des locaux de service et l'envers du guichet, une aile sans étage à toit haut accueillant notamment la salle d'attente des voyageurs, et une aile plus basse, du côté opposé, abritant les commodités à disposition du personnel et de la famille du chef de gare. En dehors de leur façade en pierre et de l'arrangement des fenêtres du dernier étage, ils sont forts semblables aux bâtiments des gares de Bierset et Remicourt, ainsi qu'à ceux de Cognelée et Noville-Taviers lesquelles ont servi de modèle pour les gares de la ligne de l'Amblève incluant un espace pour les marchandises dans le bâtiment principal.
La prise d'importance de la gare de Trois-Ponts et de son dépôt au cours du XXe siècle ont justifié un fort agrandissement du bâtiment allant jusqu'à rompre avec la disposition d'origine (la gare de Rivage a été agrandie de façon plus conventionnelle en ajoutant une extension de cinq travées). À Trois-Ponts, l'aile des voyageurs gagne un étage supplémentaire ainsi qu'une extension en « T » comportant une section de trois travées parallèle au quai (avec une prolongation de la marquise) et une avancée de deux travées perpendiculaire à la route. Encore présente à l'issue de cette première campagne d'extensions qui se situe durant l'entre-deux-guerres, la petite aile de service à toit plat fait place à une aile de quatre travées réalisée, comme tous les autres agrandissements, avec un style et des matériaux inspirés de ceux des parties les plus anciennes. Dans sa configuration présente, le bâtiment n'a plus de marquise et la première travée de l'aile des voyageurs a fait place à un mur aveugle.